# Carpentras
Carpentras är en kommun i departementet Vaucluse i regionen Provence-Alpes-Côte d'Azur i sydöstra Frankrike. Kommunen är chef-lieu över 2 kantoner som tillhör arrondissementet Carpentras. År 2022 hade Carpentras 30 854 invånare.

## Historia
Carpentras var en grekisk handelsstad under antiken och i staden står ännu en romersk triumfbåge och stadsporten Porte d'Orange.
Carpentras har även haft en viktig roll för den judiska befolkningen i Frankrike och i staden finns landets äldsta synagoga byggd 1367.

## Befolkningsutveckling
Antalet invånare i kommunen Carpentras
| Referens: INSEE |